# Craspedisia
Genre
Craspedisia est un genre d'araignées aranéomorphes de la famille des Theridiidae.

## Distribution
Les espèces de ce genre se rencontrent au Brésil, à Hispaniola et en Chine.

## Liste des espèces
Selon World Spider Catalog (version 16.0, 12/04/2015) :
- Craspedisia cornuta (Keyserling, 1891)
- Craspedisia longioembolia Yin, Griswold, Bao & Xu, 2003
- Craspedisia spatulata Bryant, 1948

Selon The World Spider Catalog (version 15.5, 2015) :
- †Craspedisia yapchoontecki Penney & Marusik, 2012

## Publication originale
- Simon, 1894 : Histoire naturelle des araignées. Paris, vol. 1, p. 489-760 (texte intégral).